# Fiat 126
De Fiat 126 is een model van het Italiaanse merk FIAT. Hij werd in oktober 1972 geïntroduceerd als de uiteindelijke opvolger van de succesvolle Fiat 500, die al sinds 1955 in productie was.

## Geschiedenis
In oktober 1971 kwamen Fiat en de Poolse regering tot de afsluiting van een verdrag over de licentieproductie van de 126 en de bekostiging en nieuwbouw van fabrieksinstallaties bij FSM in Bielsko-Biała en Tychy. De kleine auto werd zodoende vanaf 1973 gelijktijdig in Italië (Cassino en Mirafiori) en in Polen gebouwd. In Polen werd een jaarcapaciteit van 150.000 eenheden aangehouden. De auto werd in Oost-Europa verkocht onder de merknaam Polski Fiat, in West-Europa werd de merknaam Fiat aangehouden. De typenaam van de in Polen geproduceerde auto's was in beide gevallen 126p.
Technisch bleef veel bij het oude, de vormgeving was eigenlijk het vernieuwende. De motor was in feite een opgeboorde versie van de in de Fiat 500 gebruikte motor, maar dan met 23 pk (was 18 pk). Dit resulteerde in een hogere topsnelheid van 105 km/u (was 95 km/uur). De acceleratie van 0-100 duurde 53 seconden. De aandrijving bleef ongewijzigd: motor achterin, pendelassen en een versnellingsbak met vier versnellingen, waarvan een ongesynchroniseerde eerste versnelling. Het ontwerp van de carrosserie was in 1972 modern te noemen: strakke, nuchtere lijnen. De enige afbreuk was het achteraanzicht van de wagen. Door de pendelasconstructie stonden de wielen enigszins schuin naar binnen (positief camber).

### Afwijkende Steyr Puch
Van oudsher werden de diverse Fiat-modellen voor de Oostenrijkse markt geassembleerd door Steyr-Puch. Deze versies waren veelal ongewijzigd. Het model 126 werd door Steyr evenwel voorzien van een tweecilinder lijnmotor (evenals het model 500). Niet alleen had deze motor betere draai-eigenschappen, hij zorgde ook voor een hogere topsnelheid (118 km/uur). Bovendien was de Steyr-uitvoering van de 126 voorzien van een benzinekachel. De Steyr Puch 126 is in Nederland niet leverbaar geweest.

### Overwegend Poolse productie
De stamfabriek van FSM in Bielsko-Biała zou in eerste instantie als opleidingsbedrijf en - voorlopig - voor eindmontage dienen. Overigens leverde FSM nog voor het begin van de 126p-serieproductie motoren en versnellingsbakken aan Fiat. In het kader van een ontwikkelingsprogramma werden in juni 1973 de eerste 126's uit importonderdelen gemonteerd. Daarna namen de 13 bedrijfsonderdelen van FSM met haar in totaal 18.000 medewerkers langzaam de eigen productie van alle onderdelen over. In 1975 startte de productie ook in Tychy (o.a. carrosseriebewerking, spuiterij, beklederij), waar oorspronkelijk de eindmontage voorzien was.

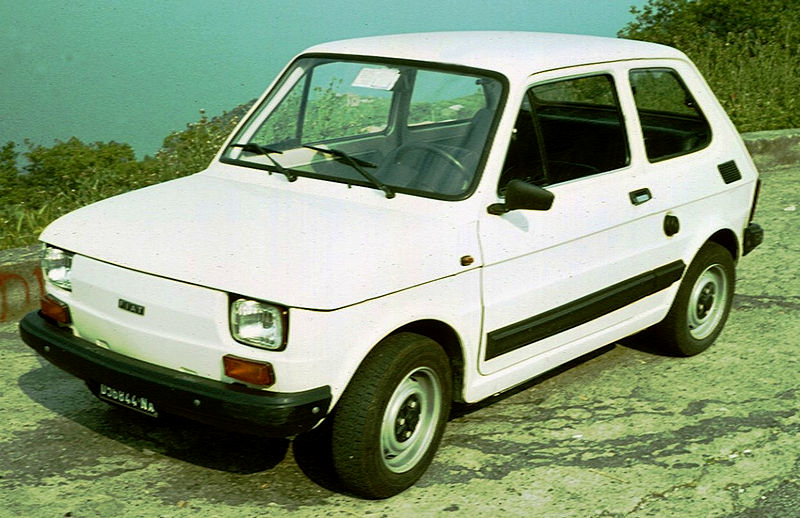
Fiat 126 Personal 4 (1977)

Bij FSM beperkte men zich niet tot de oerversie van de Bambino. Reeds in 1974 werden in Poznań prototypes met bestelwagenopbouw (laadvermogen 150 kg) getoond. Eind 1975 werden de eerste stilistische veranderingen doorgevoerd. In 1976 kreeg de 126p een modernisering die vooral de vergroting van de cilinderinhoud tot 650 cc en de verlenging van de wielbasis met 120 mm betrof. Naast het standaardmodel ontstond voor de export een variant met gewijzigde cilinderkop, luchtinlaat en binnenuitrusting zoals vanaf 1977 de versie Personal 4 met, grotere bumpers en naar keuze een neerklapbare achterbank (vergroting van de laadruimte) en schuifdak. Tegelijkertijd werden voor de binnenlandse markt de varianten 126p Special (S), 126p Komfort (K) en vanaf 1977 126p I (voor invaliden) aangeboden.
De jaren 1976-1978 markeerden de bloeitijd van de kleine Polski Fiat. In 1977 bereikte de productie 160.000 complete auto's en 110.000 aandrijflijnen (export-compensatielevering). Meer dan twee derde van alle Fiats 126 werden intussen door een in Polen gemaakte motor aangedreven. In 1978 kon de jaarproductie naar 200.000 126p's worden opgevoerd. In het jaar daarop eindigde de productie van de kleine Fiat in Italië. Vanaf dat moment werd dit model alleen nog in Polen gebouwd.
Aanvankelijk alleen voor de export, daarna ook voor de binnenlandse markt, werd vanaf 1982 het duidelijk verbeterde model Face Lifting (FL) gebouwd. Door verandering van de aanzuiging, carburateur en uitlaat daalde het brandstofverbruik met 7%. Later werden aan de 126p 650E FL ook cilinderkop, compressieverhouding, nokkenastiming en stroomverdeling veranderd. Tegenover de standaarduitvoering bracht dit een brandstofbesparing van 12%. ECE-goedgekeurd waren de carrosserieveranderingen vanwege veiligheid en gunstiger productie (grotere, naar de zijkant doorgetrokken bumpers, grotere voorspatborden, stootlijsten opzij, grotere buitenspiegel, achteruitrijlicht en mistlamp onder de bumper, zwart gespoten metaaldelen). Veranderd werden ook de ventilatie, het dashboard en de startmotor.

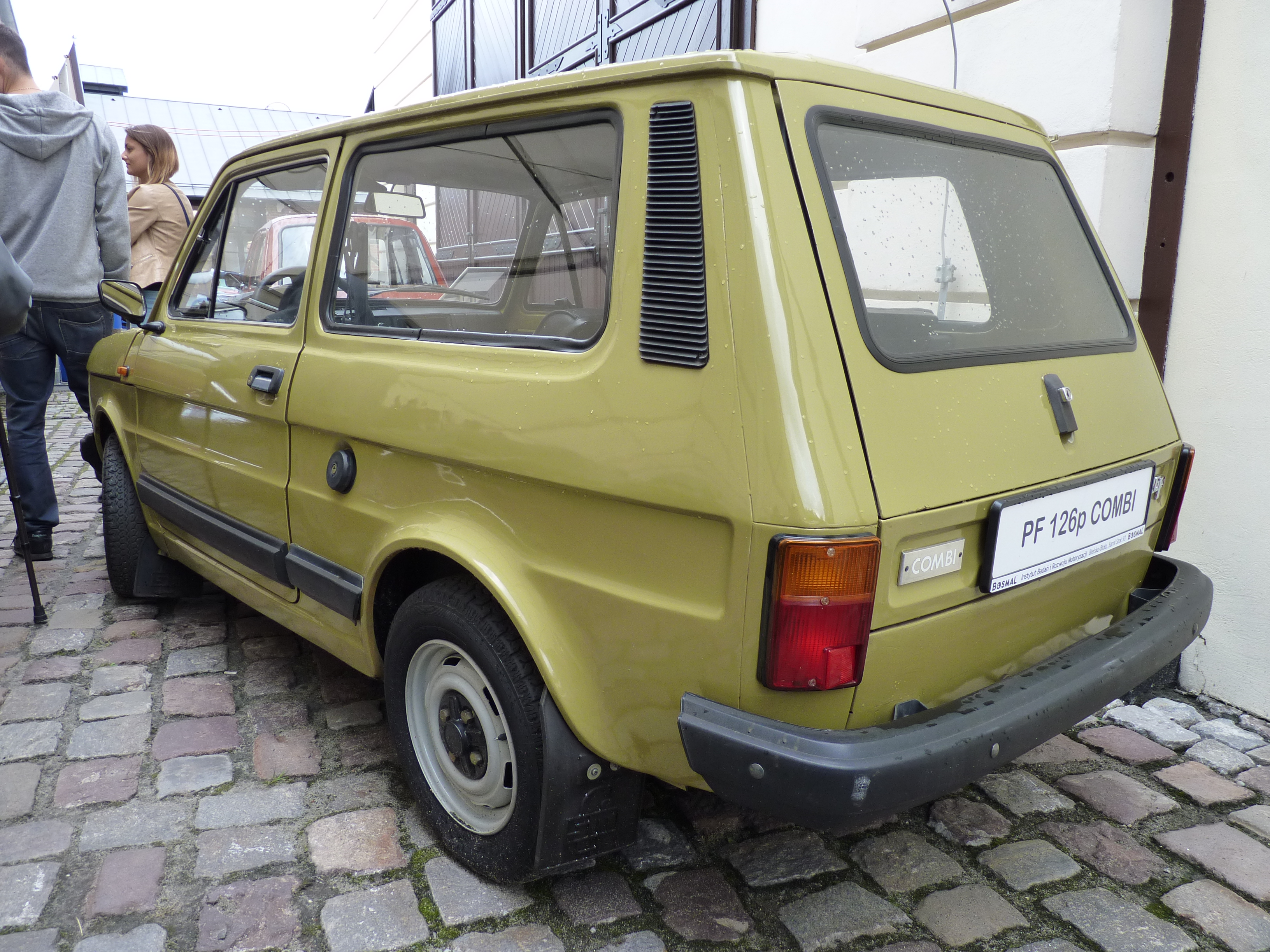
Polski Fiat 126p Combi (prototype)

In 1986, toen meer dan 1,7 miljoen 126p's de Poolse banden verlaten hadden, overschreed men de jaarproductie van 200.000 auto's. Bijna 50% van de kleine Fiats werd geëxporteerd. FSM, met intussen 18 bedrijven en in totaal 28.000 medewerkers, presenteerde verdere technische verbeteringen en prototypen. Zo werden in 1987 een verlengde 126p Combi, een voorwielaangedreven coupé met achterklep en een standaardmodel met vloeistofgekoelde, Italiaanse 800 cc-Dieselmotor getoond. Al in 1985 werden proeven met een door FSM en de TH Łódź ontwikkelde luchtgekoelde Dieselmotor AB.OC.O R-2 (652 cc) bekendgemaakt, die direct van de 126p-benzinemotor afgeleid was. Tests werden ook gedaan met kleine Japanse Dieselmotoren.

### 126 BIS en Maluch

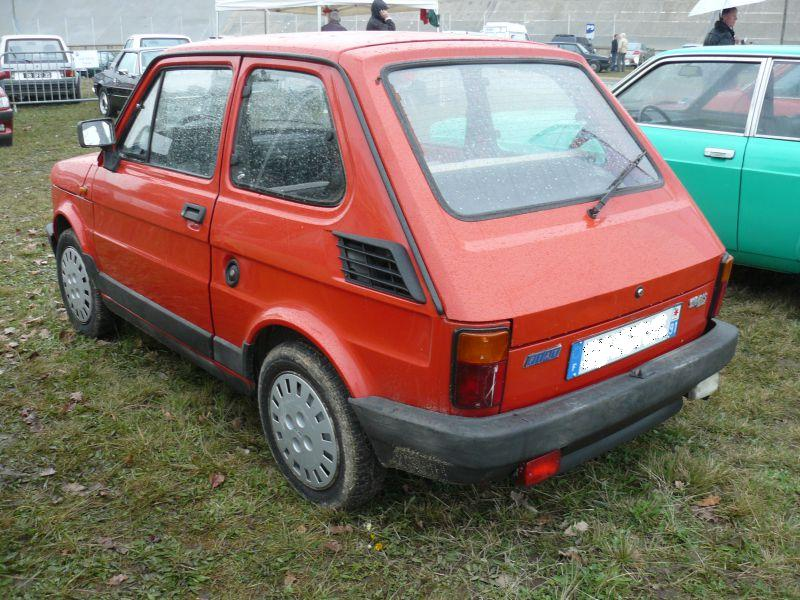
Fiat 126 BIS (1987-1991)

In 1987 waren de typen 126p E Standard en 126p FL Standard in het programma, in de herfst begon de productie van de 126 BIS (oorspronkelijk als 126p Restyling voorgesteld). De 126 BIS moest de stap naar de jaren negentig overbruggen. De achterin liggende tweecilindermotor met vergrote cilinderinhoud (703 cc) was vanaf dat moment watergekoeld. Daarboven was plaats voor een tweede kofferruimte, die via een achterklep bereikbaar was. Ter verbetering van de rij-eigenschappen werden 13"-wielen en een tandheugelbesturing ingevoerd. Nieuw waren ook de uitlaat, carburateur en stroomverdeler. De bumpers werden opnieuw aangepast en de vormgeving voldeed daarmee volledig aan de ECE-eisen. De 126 BIS was de laatste versie van de kleine Fiat, vanaf dat moment richtte Fiat zich op de geheel nieuwe Cinquecento.

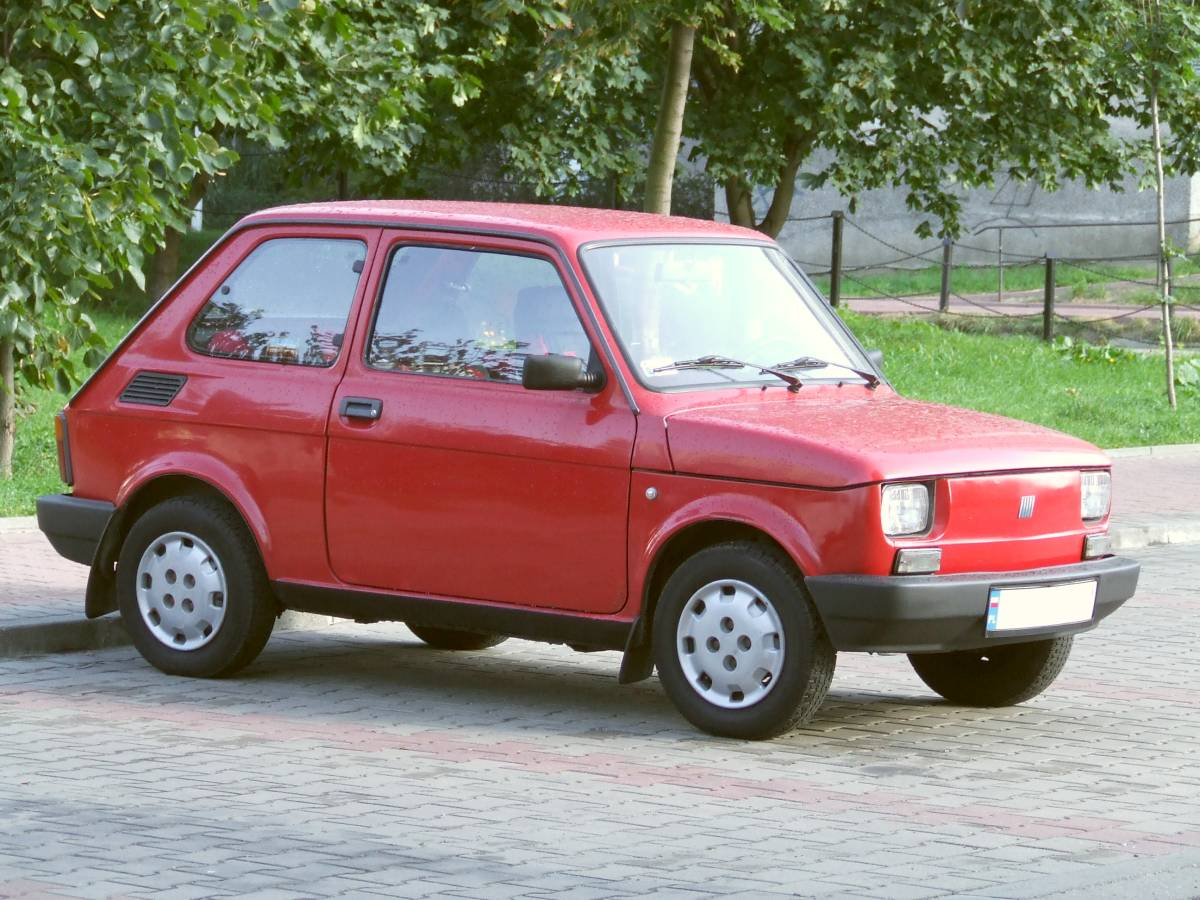
Fiat Maluch (1992–2000)

In Nederland werd de 126 BIS niet aangeboden, in België wel. Door de derde deur namen de gebruiksmogelijkheden van de stadsauto sterk toe. De nieuwe motor was goed voor 35,4 pk waarmee een topsnelheid van 116 km/u kon worden gehaald.
Nadat dat FSM-fabriek in 1992 werd overgenomen door Fiat verviel de merknaam Polski Fiat en werd de 126 verkocht als Fiat Maluch. Maluch (kleintje) was in Polen de bijnaam van de 126 en werd daarmee tot typenaam. De 126 bleef tot 2000 in productie. Met een productietijd van 28 jaar heeft de 126 het langer kunnen uithouden dan de Fiat 500 (20 jaar), maar heeft de legendarische 500 nooit doen vergeten. Cabrioletvarianten werden geconstrueerd en gebouwd door de firma's BOSMAL en POP. Zo ontstonden cabrio's met de namen Bosmal Cabrio, Pop 650 en Pop 2000.
Huidige modellen: 
124 Spider ·
500 ·
500e ·
500L ·
500X ·
600 ·
Aegea ·
Argo ·
Cronos · 
Doblò · 
Ducato ·
Fiorino ·
Fullback ·
Linea ·
Palio · 
Panda · 
Punto · 
Qubo ·
Scudo · 
Siena ·
Strada ·
Tipo · 
Ulysse
Historische modellen na de Tweede Wereldoorlog: 
124 · 
125 · 
126 · 
127 · 
128 · 
130 · 
131 · 
132 · 
133 · 
147 · 
148 · 
242 ·
500 ·
600 · 
600 Multipla · 
850 · 
1100 · 
1200 · 
1300/1500 · 
1400/1900 · 
1800/2100 · 
2300 · 
Albea ·
Argenta · 
Barchetta · 
Bianchina ·
Bravo · 
Brío · 
Campagnola · 
Cinquecento · 
Coupé · 
Croma · 
Dino · 
Duna · 
Elba ·
Fiorino ·
Freemont ·
Grande Punto ·
Idea ·
Marea · 
Marengo · 
Mod 5 · 
Multipla · 
Oggi · 
Panorama · 
Penny · 
Prêmio · 
Regata · 
Ritmo · 
Sedici ·
Seicento · 
Spazio · 
Stilo ·
Talento · 
Tempra · 
Tipo · 
Turbina · 
Uno · 
Vivace · 
X1/9
Historische modellen voor de Tweede Wereldoorlog: 
1 · 
1T · 
10 HP · 
12 HP · 
24 HP · 
2B Torpedo · 
4 HP · 
501 · 
502 · 
503 · 
505/507 · 
508 · 
509 · 
510/512 · 
514 · 
515 · 
518 · 
519 · 
520 · 
521 · 
522 · 
524 · 
525 · 
527 · 
60 HP · 
70 · 
801 · 
1100 · 
1500 · 
2800 · 
Brevetti · 
Laundolet · 
Modello O · 
Tipo 2 · 
Tipo Torpedo · 
Topolino · 
Zero